# Фільтри респіраторів

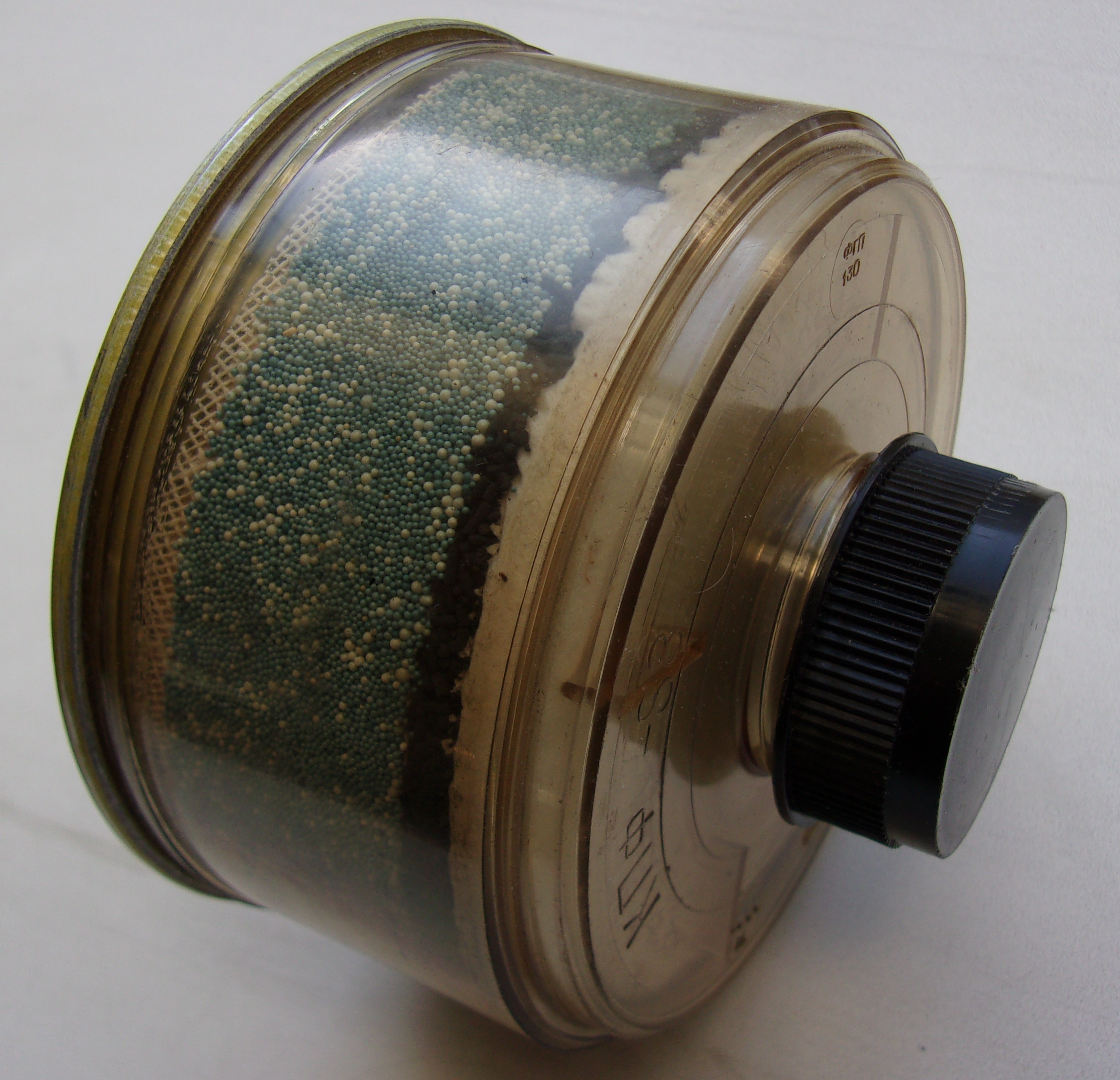
Комбінований фільтр, призначений для захисту від кислих газів, тип «БКФ». Для своєчасної заміни використано прозорий корпус і спеціальний сорбент, який змінює колір у міру насичення (End of Service Life Indicator ESLI).

Існують ізолювальні респіратори (у котрих для дихання не застосовується навколишнє повітря) і фільтрувальні респіратори (в яких для дихання використовується навколишнє повітря очищене фільтрами).
Для очищення повітря в фільтрувальних респіраторах, можуть використовуватися різні фільтри, залежно від виду забруднень навколишнього повітря:
- протиаерозольні (шкідливі речовини у вигляді пилу, диму і туману);
- протигазові (шкідливі речовини в газоподібному стані — гази, пари);
- поєднані (протиаерозольні і протигазові); у цьому разі, повітря спочатку очищається протиаерозольним фільтром, а потім — протигазовим.

## Протиаерозольні фільтри

### Принцип роботи

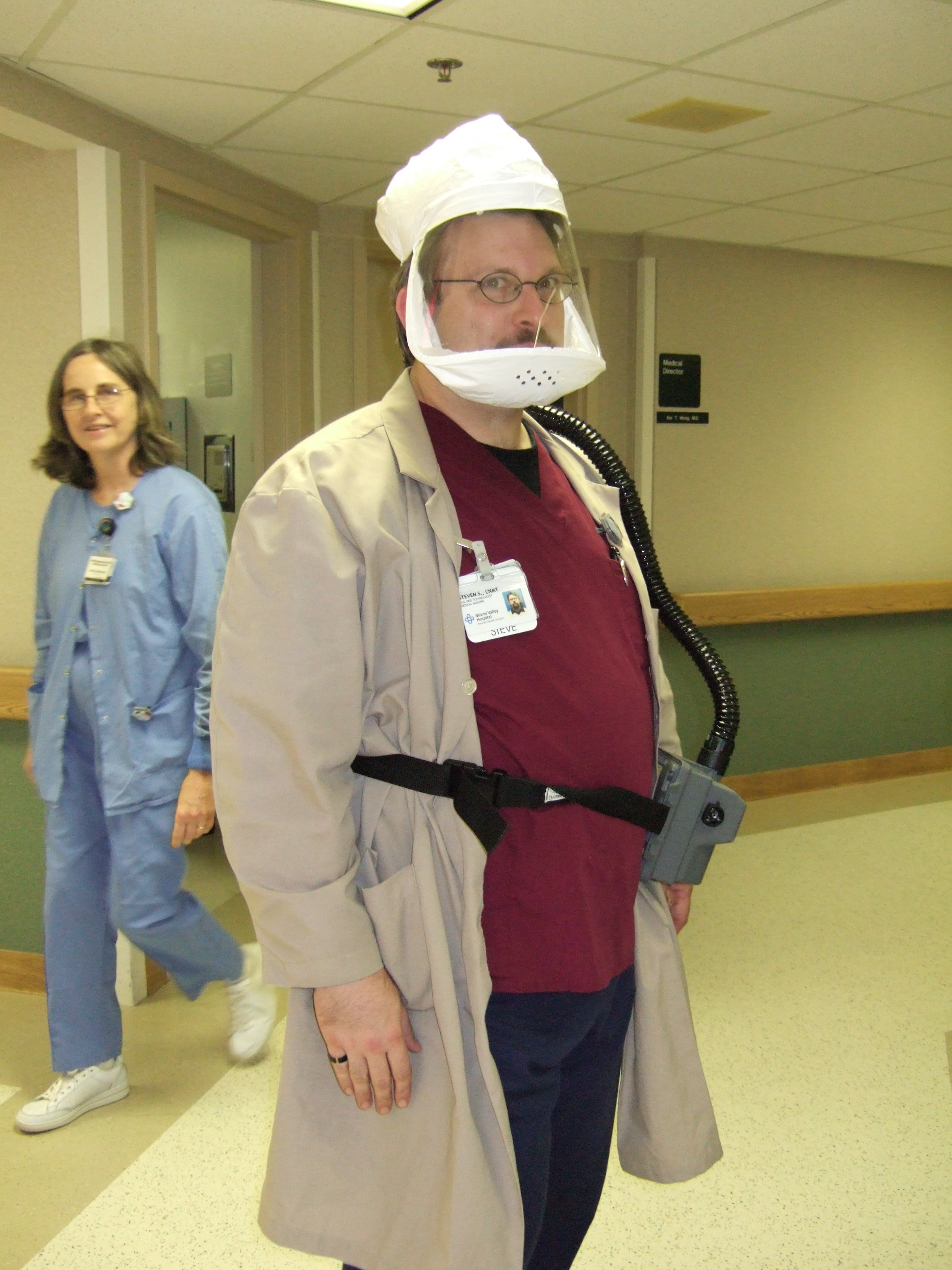
Співробітники лікарні, що застосовують пристрій для очищення повітря - респіратор PAPR, оснащений фільтром HEPA, який використовується для захисту від повітряних або аерозольних збудників, таких як туберкульозні бактерії.

Для очищення повітря від аерозолів, використовують фільтри, які складаються з великої кількості тонких волокон. Під час проходження повітря крізь фільтр воно огинає волокна та змінює напрямок руху. Відносно великі частинки (більше 5 мкм) за інерцією не встигають змінити напрямок руху, стикаються з волокном і прилипають до нього (інерційне уловлювання). Якщо частинка змінює напрямок руху так, що може пройти повз волокна, але відстань від центру до поверхні волокна менша за її радіус, то вона торкається волокна і прилипає до нього (уловлювання дотиком). Якщо частинка дуже маленька (менша за 0.05 мкм), то під дією ударів молекул вона робить довільні рухи з боку в бік щодо власної «усередненої» траєкторії, і завдяки цьому може зіткнутися з волокном (вловлювання за допомогою дифузії). За наявності електричного заряду на волокні та/або частинці з'являються кулонівські і/або поляризаційні сили, що сприяють уловлюванню частинок — особливо дрібних, до 1 мкм. Показ різних способів уловлювання аерозолів

### Випробування
Під час сертифікації фільтрів та фільтрувальних півмасок, їх перевіряють в лабораторних умовах. Вимірюється їх опір диханню та проникненню аерозолю контрольної речовини (з заданими властивостями) за певної витрати повітря. Як контрольна речовина, часто використовують аерозоль, що складається з частинок хлориду натрію (тверді частинки); парафінової оливи і диоктилфталата (рідкі частинки). Оскільки проникнення частинок крізь фільтр залежить від їх розміру, то під час перевірки, використовують такі частинки, розмір яких близький до «найбільш проникних». Якщо після цього у виробничих умовах крізь фільтр буде проходити повітря, забруднене промисловим пилом іншого розміру, то ступінь очищення буде вище. За забруднення фільтра уловленим пилом, його властивості змінюються. Тому під час сертифікації фільтри можуть перевірятися на запилення — їх властивості перевіряють після того, як вони прийняли таку кількість пилу, яка може потрапити на них протягом 1 зміни (наприклад 200 мг на 1 комплект фільтрів). У разі потрапляння деяких аерозолів на фільтри (наприклад — оливового туману), зроблені з волокон та які містять електричний заряд, останній може зменшуватися і зникати, що погіршує ступінь очищення фільтрів. Фільтри, призначені для використання в таких умовах, мають інше позначення і перевіряються при впливі інших аерозолів.

### Класифікація
В даний час (на початку 2000-х років) в Україні, ЄС і РФ, прийнята схожа класифікація протиаерозольних фільтрів. Натомість в США, класифікація таких фільтрів, відрізняється від європейської.
Таблиця 1. Класифікація протиаерозольних фільтрів в ЄС і РФ (наводиться їх позначення і ступінь очищення) і фільтрувальних півмасок (FFP)
| Стійкість від впливу рідких частинок   | ЄС — для уловлювання аерозолю твердих частинок (S) | ЄС — для уловлювання аерозолю з твердих і рідких частинок (SL) | РФ           |
| -------------------------------------- | -------------------------------------------------- | -------------------------------------------------------------- | ------------ |
| Високоефективні фільтри 3 класу        | Р3S (99.95 %)                                      | Р3SL (99.97 %)                                                 | P3 (99.97 %) |
| Фільтрувальні півмаски 3 класу         | FFP3S (99 %)                                       | FFP3SL (99 %)                                                  | FFP3 (99 %)  |
| Фільтри середньої ефективності 2 класу | Р2S (94 %)                                         | Р2SL (94 %)                                                    | P2 (94 %)    |
| Фільтрувальні півмаски 2 класу         | FFP2S (94 %)                                       | FFP2SL (94 %)                                                  | FFP2 (94 %)  |
| Фільтри низької ефективності 1 класу   | Р1S (80 %)                                         | Р1SL (80 %)                                                    | P1 (80 %)    |
| Фільтрувальні півмаски 1 класу         | FFP1S (80 %)                                       | FFP1SL (80 %)                                                  | FFP1 (80 %)  |

Змінні протиаерозольні фільтри, мають біле забарвлення.
Респіратори — фільтрувальні півмаски, спочатку розроблялися як одноразовий засіб захисту. Але насправді, їх часто використовували неодноразово. Через це, новий стандарт ЄС (EN 149:2001+A1:2009 «Respiratory protective devices - Filtering half masks to protect against particles - Requiremments, testing, marking») і ГОСТ Р 12.4.191-2011 вимагають вказувати можливість неодноразового використання (R) або його неможливість (NR), наприклад: FFP3 R (допустимо неодноразове використання), FFP2 NR (для одноразового використання).
На відміну від стандарту ЄС (позначення S, SL) і стандарту США (позначення N, R, Р), стандарт РФ не дозволяє визначити припустиме використання фільтра (фільтрувальної півмаски) у разі дії рідких аерозолів, які здатні нейтралізувати електричні заряди волокон, що погіршує ефективність очищення.
Таблиця 2. Класифікація фільтрів та фільтрувальних півмасок в США (приводиться їх позначення та ступінь очищення)
| Стійкість до мінеральних олив  | Для уловлювання аерозолю, що не містить мінеральні оливи | Для уловлювання аерозолю, що містить мінеральні оливи, протягом лише 1 зміни | Для уловлювання будь-якого аерозолю |
| ------------------------------ | -------------------------------------------------------- | ---------------------------------------------------------------------------- | ----------------------------------- |
| Високоефективні фільтри        | N100 (99.97 %)                                           | R100 (99.97 %)                                                               | P100 (99.97 %)                      |
| Фільтри середньої ефективності | N99 (99 %)                                               | R99 (99 %)                                                                   | P99 (99 %)                          |
| Фільтри низької ефективності   | N95 (95 %)                                               | R95 (95 %)                                                                   | P95 (95 %)                          |

Колір фільтра класу Р100 — фіолетовий, у P95, P99, R95, R99 і R100 — помаранчевий, у N95, N99 та N100 — (колір "Teal" - птах чирок). Серед фільтрувальних півмасок, найбільш поширеними є N95, які приблизно відповідають FFP2 (ЄС/РФ).

### Заміна протиаерозольних фільтрів
У разі використання респіраторів без примусового подавання повітря, заміну фільтрів зазвичай, проводять за такого забруднення фільтра, коли стає важко дихати; або у разі пошкодження фільтра. У США не оливостійкі фільтри (тип R), потрібно заміняти кожної робочої зміни.
Під час використання респіраторів з примусовим подаванням повітря, фільтри зазвичай замінюють у міру їх забруднення — коли вентилятор вже не може забезпечити подавання потрібної кількості повітря. Для перевірки витрати повітря, виробники ЗІЗОД, роблять різні пристосування. У Airstream Helmet, є пластинка з отворами, яка "присмоктується" до отвору для входу повітря, за досить великій витраті, і падає під дією сили тяжіння за недостатньо великої витрати. 3М зробила "поплавець", який вставляється в шланг (іде від пристрою фільтрації на поясі, до маски). Це пристосування "спливає" в потоці повітря, що подається, і величина підйому залежить від витрати повітря.
Частина респіраторів з примусовим подаванням повітря, оснащена давачами витрати повітря або давачами надлишкового тиску під маскою, і їх свідчення можуть використовуватися для своєчасної заміни фільтрів.

## Протигазові фільтри

### Принцип роботи
Для очищення повітря від шкідливих газів зазвичай використовують поглинач (сорбент) і/або каталізатор. Як поглинач часто використовують активоване вугілля, що має велику площу поверхні. Для поліпшення уловлювання його можуть просочувати різними хімічними сполуками. За рахунок дифузії молекули шкідливих газів досягають його поверхні і уловлюються. Каталізатор може використовуватися для знешкодження шкідливих газів при протіканні хімічної реакції (наприклад СО→СО 2). Якщо для ефективної роботи сорбенту або каталізатора потрібно, щоби повітря було досить сухим, перед ними розміщують поглинач вологи.

### Класифікація

#### Класифікація протигазових фільтрів радянських часів
Таблиця 3. Протигазові коробки радянського виробництва
| Марка | Тип коробки і розпізнавальний колір        | Від чого захищає |
| ----- | ------------------------------------------ | --- |
| А     | коричнева                                  | Пари органічних сполук (бензин, гас, ацетон, бензен, толуен, ксилени, сірковуглець, спирти, ефіри, анілін, галогеніди, нітросполуки бензолу та його гомологів, тетраетилсвинець), фосфор - і хлорорганічні отрутохімікати |
| В     | жовта                                      | кислі гази і пари (сірчистий газ, хлор, сірководень, синильна кислота, оксиди азоту, хлористий водень, фосген), фосфор - і хлорорганічні отрутохімікати                                                                   |
| Г     | двоколірна — чорна та жовта (по вертикалі) | пари ртуті, ртутьорганічні сполуки на основі етилмеркурхлорида |
| Е     | чорна                                      | Арсенистий і фосфористий водень |
| КД    | сіра                                       | аміак, сірководень і їх суміш |
| М     | червона                                    | оксид вуглецю в присутності органічних парів (крім речовин, які практично не сорбуються, наприклад метану, бутану, етану, етилену тощо), кислих газів, арсену, арсенистого і фосфористого водню                           |
| СО    | біла                                       | оксид вуглецю |
| БКФ   | захисна з білою вертикальною смугою        | кислі гази і пара, пара органічних речовин, арсенистий і фосфористий водень, пил, дим і туман |

Тоді, коли в ній був протиаерозольний фільтр, коробка додатково захищала від пилу, диму та туману, й на ній було нанесено білу вертикальну смужку.

#### Класифікація протигазних фільтрів в Європейському Союзі, Україні і РФ (сучасна)
Таблиця 4. Сучасна класифікація і маркування протигазових фільтрів в ЄС і РФ для засобів індивідуального захисту без примусової подачі повітря
| Марка фільтра (колір) | Захищає від:                                                                 | Фільтр низької ефективності | Фільтр середньої ефективності | Фільтр високої ефективності |
| --------------------- | ---------------------------------------------------------------------------- | --------------------------- | ----------------------------- | --------------------------- |
| А (Коричневий)        | Органічні гази і пари з температурою кипіння вище 65° С, ухвалені виробником | A1                          | A2                            | A3                          |
| В (Сірий)             | неорганічні гази і пари, за винятком оксиду вуглецю, ухвалені виробником     | В1                          | В2                            | В3                          |
| E (Жовтий)            | діоксид сірки та інші кислі гази та пари, ухвалені виробником                | Е1                          | Е2                            | Е3                          |
| K (Зелений)           | Аміак і його органічні похідні, ухвалені виробником                          | К1                          | К2                            | К3                          |

Крім того існують:
- протигазові фільтри для захисту від спеціальних сполук SX (фіолетові, використовувані в респіраторах без примусового подавання повітря), які не поділяють на класи.
- протигазові фільтри для захисту від органічних сполук з низькою температурою кипіння, ухвалені виробником АХ (коричневий, лише для одноразового застосування, використовувані в респіраторах без примусового подавання повітря), які не поділяють на класи.

Якщо протигазовий фільтр призначено для захисту від декількох різних шкідливих газів, то в його позначенні наводиться перелік познак для окремих видів уловлюваних шкідливих газів, наприклад: А2В1, колір — коричнево-сірий.

#### Позначення протигазових фільтрів у США
Роботодавець повинен забезпечити, що використовувані на робочому місці фільтри, будуть мати позначення і колірне забарвлення, і що це маркування не буде віддаленим і буде добре читатися. До того-ж, у США вимагають, щоби фільтри обиралися не за їх кольором, а за написом, де точно вказано шкідливі речовини, від яких захищає фільтр, і обмеження його застосування.
Таблиця 5. Позначення протигазових фільтрів у США (2010р)
| Шкідлива речовина                                                               | Колірне позначення           |
| ------------------------------------------------------------------------------- | ---------------------------- |
| Кислі гази                                                                      | Білий                        |
| Органічні пари                                                                  | Коричневий                   |
| Фільтри для захисту від хімічного, біологічного та радіоактивного впливу (CBRN) | Чорний                       |
| Аміак                                                                           | Зелений                      |
| Аміак і метиламін                                                               | Зелений                      |
| Монооксид вуглецю                                                               | Блакитний                    |
| Кислі гази, органічні пари й аміак                                              | Коричневий                   |
| Формальдегід                                                                    | Блідо-коричневий (смаглявий) |
| Кислі гази, аміак, монооксид вуглецю та органічні сполуки                       | Червоний                     |
| Інші гази і пари, не перераховані вище                                          | Оливковий колір              |

Помаранчевий колір, може використовуватися для забарвлення всього корпусу фільтра, або як смужка. Але цього кольору немає в таблиці, і для визначення того, від чого захищає фільтр з таким маркуванням, слід прочитати напис.

### Випробування
Під час сертифікації протигазових фільтрів у лабораторії перевіряють тривалість їхньої захисної дії за впливу деяких шкідливих газів, перелічених нижче.

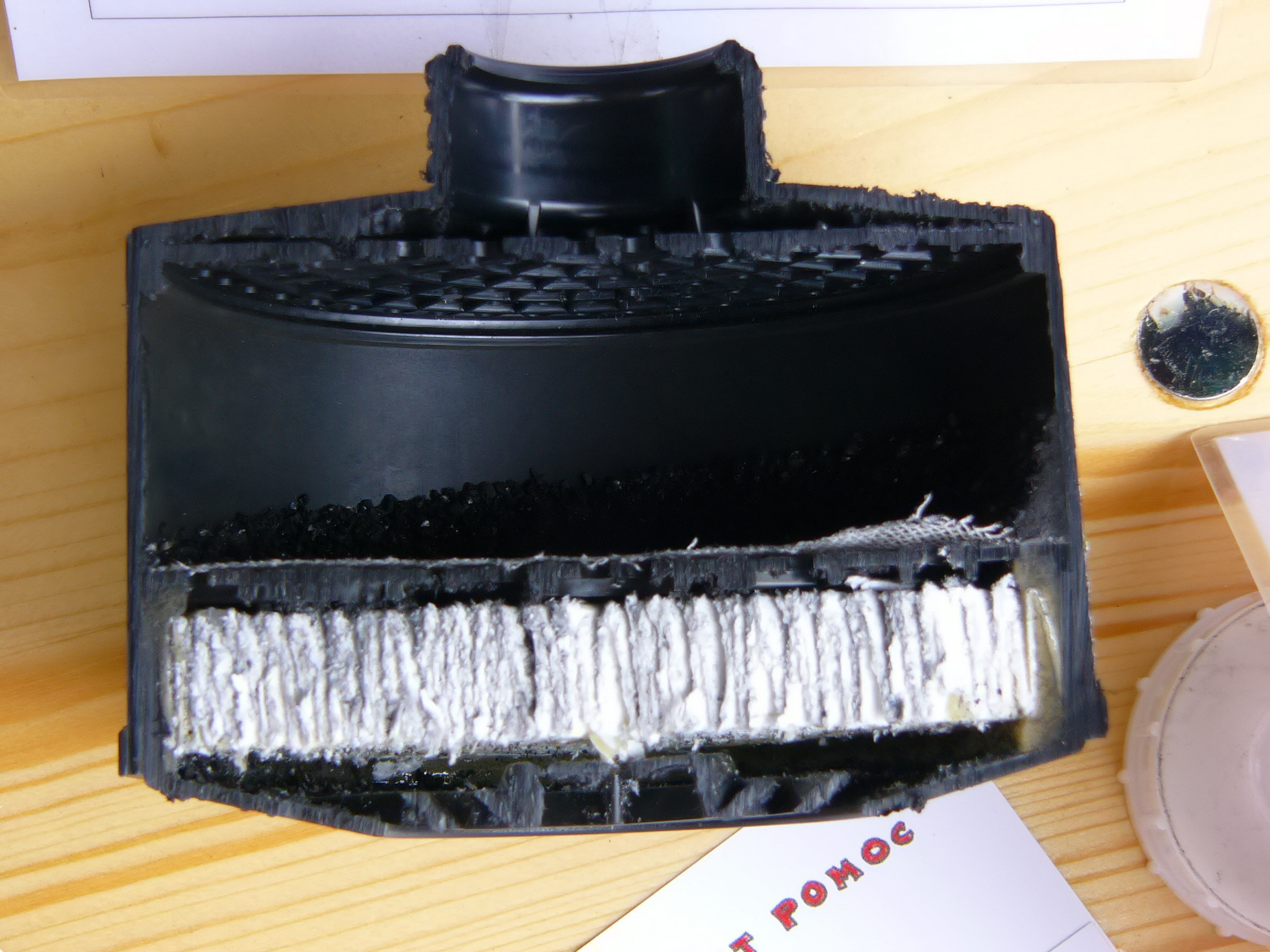
Комбінований фільтр в розрізі. Внизу, першим по ходу повітря — протиаерозольний фільтр (білий, гофрований), вище — відділення для гранул сорбенту (вони висипалися).

Таблиця 6. Випробування протигазових фільтрів при сертифікації (РФ)
| марка | Контрольна речовина                             |
| ----- | ----------------------------------------------- |
| А     | Циклогексан6Н12                                 |
| В     | Хлор Cl2, Сірководень SH2, Синильна кислота HCN |
| Е     | Діоксид сірки SO2                               |
| К     | Аміак NH3                                       |
| NO-P3 | Оксид азоту NO (NO2)                            |
| Hg-P3 | Пари ртуті Hg                                   |
| AX    | Диметилефір СН3ОСН3, Ізобутан4Н10               |
| SX    | Визначається виробником фільтра                 |

Важливо відзначити, що всі стандарти сертифікації протигазових фільтрів призначено лише для того, щоби перевірити, чи відповідають ці фільтри певному найменшому набору вимог, і тому ці стандарти та написані в них значення не можна використовувати для визначення захисних властивостей у виробничих умовах — там, де вони будуть використовуватися.
Окремі приклади:
- Існують сотні шкідливих для здоров'я газів. Але в стандартах, перерахованих наприкінці статті, немає жодного, який би передбачав випробування респіраторів під час впливу сотень шкідливих речовин, і ці стандарти не дозволяють визначити термін служби протигазових фільтрів у разі дії таких речовин.
- У тих випадках, коли в повітрі робочої зони є саме ті речовини, які зазначено в стандарті, потрібно враховувати, що через відмінності у витраті повітря, температурі і вологості повітря, концентрації шкідливих речовин (між лабораторними та виробничими умовами) термін служби фільтра може значно відрізняться від величини, зазначеної в стандарті.

Тому стандарти сертифікації протигазових фільтрів не можна використовувати для визначення їхнього терміну служби. Для цього в розвинених країнах виробники респіраторів дають конкретні вказівки для певних шкідливих речовин або їхнього поєднання, окремих умов застосування. Такі дані можуть надаватися у вигляді безкоштовного програмного забезпечення:MSA — Cartridge Life Calculator, Приклад 3М, Приклад). Детальніше див. Способи заміни протигазових фільтрів респіраторів.

### Заміна протигазових фільтрів

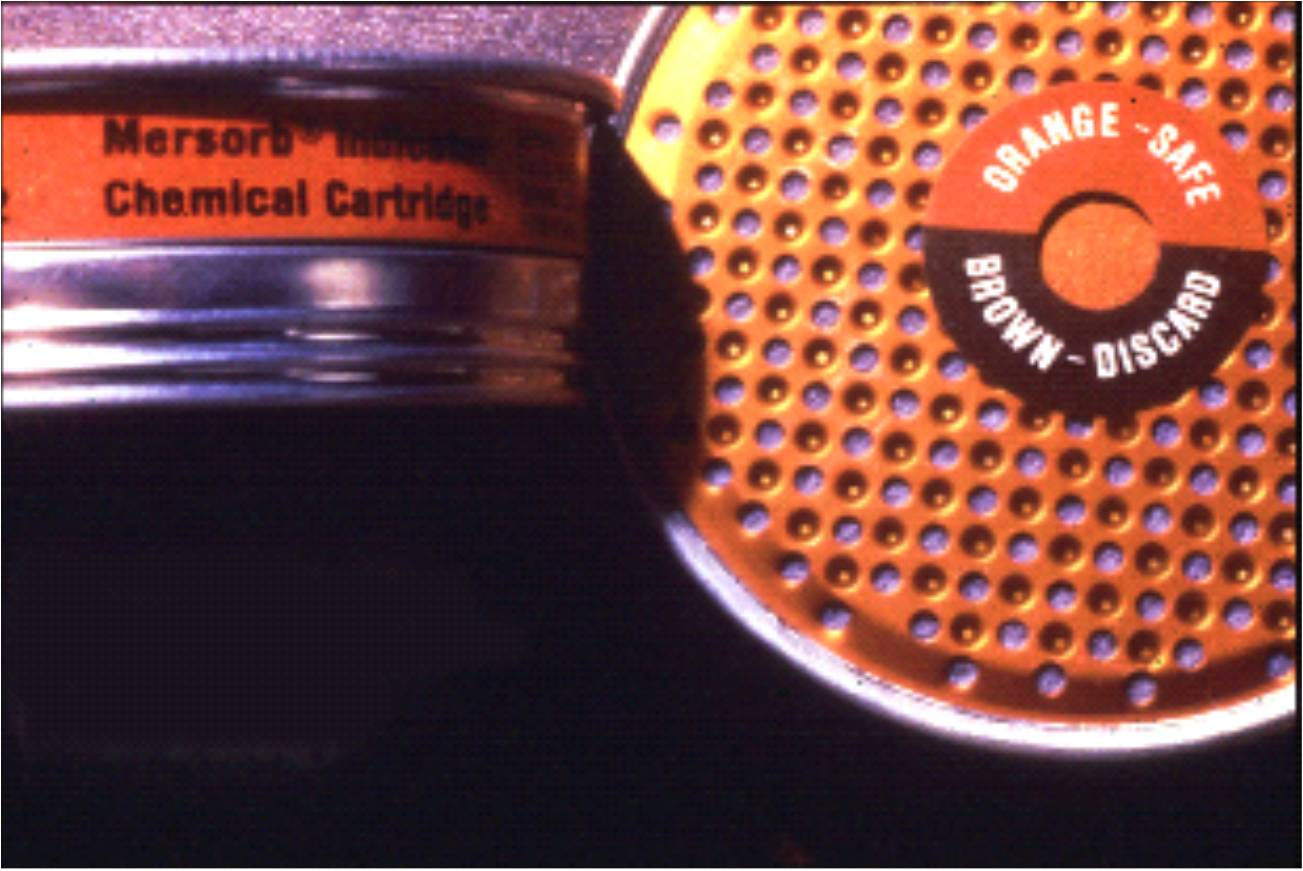
Індикатор закінчення терміну служби протигазного фільтра — пасивний (End of Service Life Indicator ESLI). У разі зміни кольору гуртка (в центрі) з помаранчевого на коричневий, фільтр треба замінювати.

Своєчасна заміна протигазових фільтрів є дуже складною технічною проблемою, і способи її рішення наведено в окремій статті Способи заміни протигазових фільтрів респіраторів.

## Комбіновані фільтри
У поєднаному фільтрі є протигазовий та протиаерозольний фільтри, тому їхнє маркування складається з переліку позначень, що належать до протигазового фільтра, і позначень класу протиаерозольного фільтра. Позначення такого фільтра складається з забарвлення протигазового фільтра і білої смуги (протиаерозольний фільтр). Наприклад: "'А2В1Р3"', колір — коричневий + сірий + білий.
Крім того, існують:
- фільтри для захисту від оксидів азоту Ng-P3 (Червоно-білий) і для захисту від сполук ртуті NO-P3 (Синьо-білий), які виготовляються разом з протиаерозольним фільтром високої ефективності.